# Reparación de legajos en la Universidad Nacional de La Plata
El Programa de Reparación, digitalización y preservación de legajos de estudiantes, graduados y trabajadores de la Universidad Nacional de La Plata víctimas del terrorismo de Estado es una política institucional iniciada en 2015 y coordinada por la Dirección de Políticas de Memoria y Reparación Histórica dependiente de la Secretaría de Derechos Humanos y Políticas de Igualdad de esa Universidad argentina. Tiene como fin la realización de un conjunto de tareas de investigación, reparación documental y entrega de documentos a personas afectadas o familiares por la dictadura cívico-militar argentina.

## Inicios de la política de reparación y normativas
Durante la Semana de la Memoria realizada en el 2015 y a 39 años del golpe cívico-militar del 24 de marzo de 1976, el presidente de la UNLP firmó dos resoluciones - 259/15 y 260/15- inéditas en el ámbito universitario nacional. Se trata de dos normativas que involucran la recuperación de documentos universitarios referidos al pasado reciente argentino e involucran una labor en conjunto con las facultades, instituciones de pregrado de la universidad, comisiones de Derechos Humanos, gremios docentes y nodocentes, agrupaciones estudiantiles y el Archivo Histórico de la UNLP.
La iniciativa busca dejar constancia en los legajos y documentación correspondiente las razones verdaderas que hicieron que una persona interrumpa su trayectoria académica y/o laboral, así como promover el acceso público a la información y fomentar la memoria institucional.Se estima que más de 800 personas vinculadas con la institución fueron secuestradas, desaparecidas y/o asesinadas desde 1974 y luego de que la Universidad fuera intervenida por la Marina con la designación de Eduardo Luis Saccone el 25 de marzo de 1976.

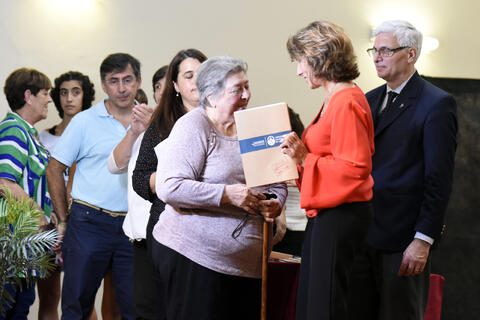
Acto de entrega de legajos reparados en la Facultad de Ciencias Económicas de la Universidad Nacional de La Plata (2019).

Mediante la sanción de la Resolución N° 259/15 se dispone “la inscripción de la condición de detenido-desaparecido o asesinado, en los legajos de los docentes, nodocentes, graduados y estudiantes” de la Universidad Nacional de La Plata y se resuelve “dejar constancia en los legajos de los reales motivos que determinaron la interrupción del desempeño laboral o estudiantil de todos aquellos que fueron víctimas de la última dictadura cívico-militar”. Asimismo, el documento obliga a “disponer la entrega de una copia de los legajos donde consta la reparación documental registrada, a los afectados y/o familiares que lo soliciten”.
La iniciativa se ha replicado en otras universidades nacionales de Argentina, como lo son la Universidad Nacional de Rosario y la Universidad Nacional de Córdoba.

## El proceso de reparación
En la normativa vigente, se dispone la creación de una Comisión conformada por un representante de la entonces Prosecretaría de Derechos Humanos, del Archivo Histórico de la Universidad Nacional de La Plata, de la Federación Universitaria de La Plata (FULP), de la Asociación de Docentes de la UNLP (ADULP) y de la Asociación de Trabajadores de la UNLP (ATULP), para la realización de tareas de reparación documental de los legajos de las personas detenidas, desaparecidas y/o asesinadas vinculadas a la Universidad Nacional de La Plata en sus trayectorias como docentes, nodocentes, graduadas y estudiantes.
La Resolución del Presidente de la Universidad N° 260/15 resuelve que “un representante del Archivo Histórico debe formar parte de una Comisión para la reparación documental de los legajos de los docentes, nodocentes, graduados y estudiantes de esta Universidad que tengan la condición de detenido desaparecido o asesinado”. 

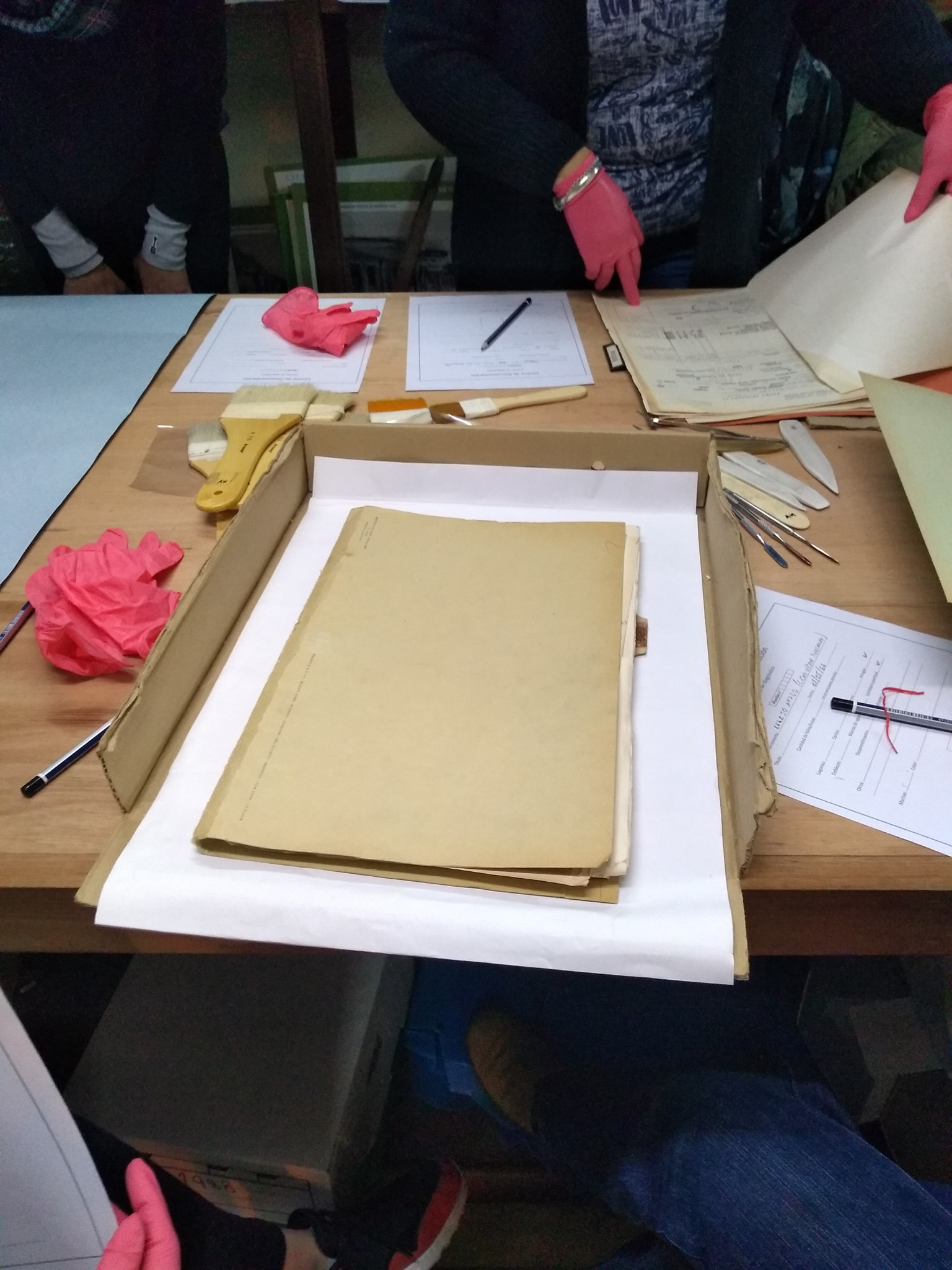
Tareas de conservación de los legajos.

La reparación documental de los legajos involucra la conservación de la documentación original y su digitalización. Asimismo, se realiza un trabajo de investigación para reconstruir las biografías de las víctimas del terrorismo de Estado. En esta instancia se vinculan los datos sobre las trayectorias académicas incluidos en los legajos con la información sobre las trayectorias militantes y sobre las circunstancias de desaparición incluida en el Registro unificado de víctimas del terrorismo de Estado.

## Legajos reparados

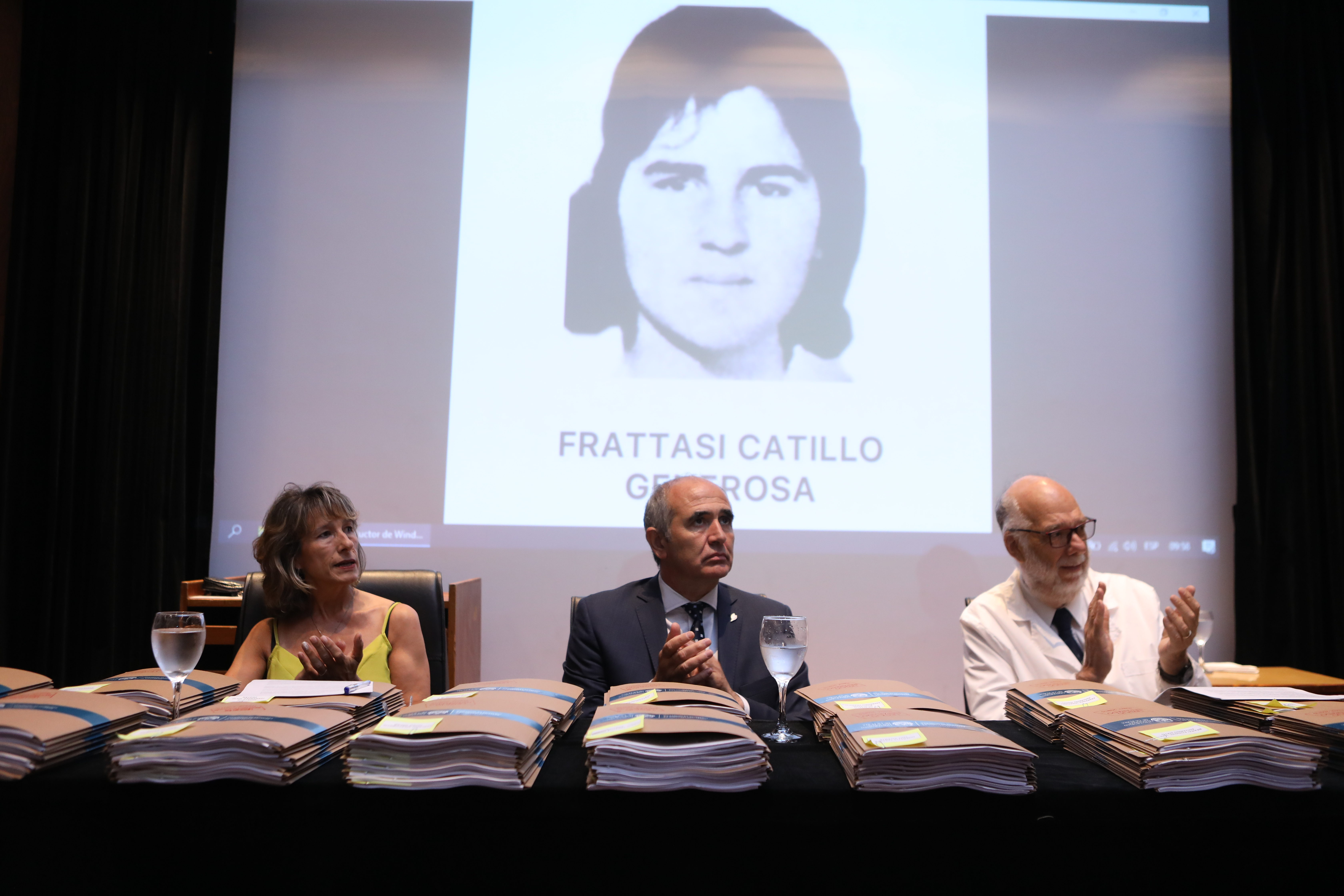
Acto de entrega de legajos reparados en la Facultad de Ciencias Médicas de la Universidad Nacional de La Plata (2023).

Desde los inicios del Programa en 2015 hasta mediados de 2023 se realizó la reparación de legajos de más de 700 personas en las Facultades Humanidades y Ciencias de la Educación (2019), Ciencias Económicas (2019), Artes, Arquitectura y Urbanismo (2018), Ciencias Naturales y Museo (2023), Ciencias Médicas (2023), Periodismo y Comunicación Social, Ciencias Veterinarias (2023), Ciencias Agrarias y Forestales (2023), Psicología, e Ingeniería. Además, se repararon los legajos pertenecientes al Liceo Víctor Mercante (2022), el Colegio Nacional Rafael Hernández (2023), el Bachillerato de Bellas Artes “Francisco A. de Santo”, y a las víctimas de la denominada Noche de los Lápices (2015).
En octubre de 2023, solo falta reparar los legajos de las facultades de Ciencias Exactas, Odontología (ver Anexo), Ciencias Jurídicas y Sociales y el Bachillerato de Bellas Artes. En septiembre del 2024 ya se había logrado reparar los legajos del Bachillerato de Bellas Artes.
| Facultad/colegio                                           | Legajos reparados |
| ---------------------------------------------------------- | ----------------- |
| Colegio Nacional Rafael Hernández                          | 97                |
| Facultad de Ciencias Agrarias y Forestales (Anexo)         | 20                |
| Facultad de Arquitectura y Urbanismo                       | 99                |
| Facultad de Artes (Anexo)                                  | 35                |
| Facultad de Ciencias Económicas (Anexo)                    | 51                |
| Facultad de Humanidades y Ciencias de la Educación (Anexo) | 106               |
| Facultad de Ciencias Médicas (Anexo)                       | 158               |
| Facultad de Ciencias Naturales y Museo (Anexo)             | 60                |
| Facultad de Ciencias Veterinarias                          | 25                |
| Facultad de Periodismo y Comunicación Social (Anexo)       | 32                |
| Facultad de Psicología (Anexo)                             | 67                |
| Liceo Víctor Mercante (Anexo)                              | 43                |
| Noche de los Lápices                                       | 6                 |